# Libertia chilensis
Espèce
Classification phylogénétique
Libertia chilensis est une plante indigène chilienne herbacée, pérenne du genre Libertia et de la famille des iridacées.
Ses noms vernaculaires en langue mapuche sont calle-calle et tequel-tequel. Elle est l'éponyme du Rio Calle-calle, un grand cours d'eau de la région des fleuves (Región de Los Ríos) au Chili.

## Description
La plante atteint normalement un grand développement, avec des rhizomes très ramifiés et des feuilles linéaires persistantes. Ses inflorescences sont disposées en verticilles et ses fleurs se présentent sous forme de tépales différenciés.

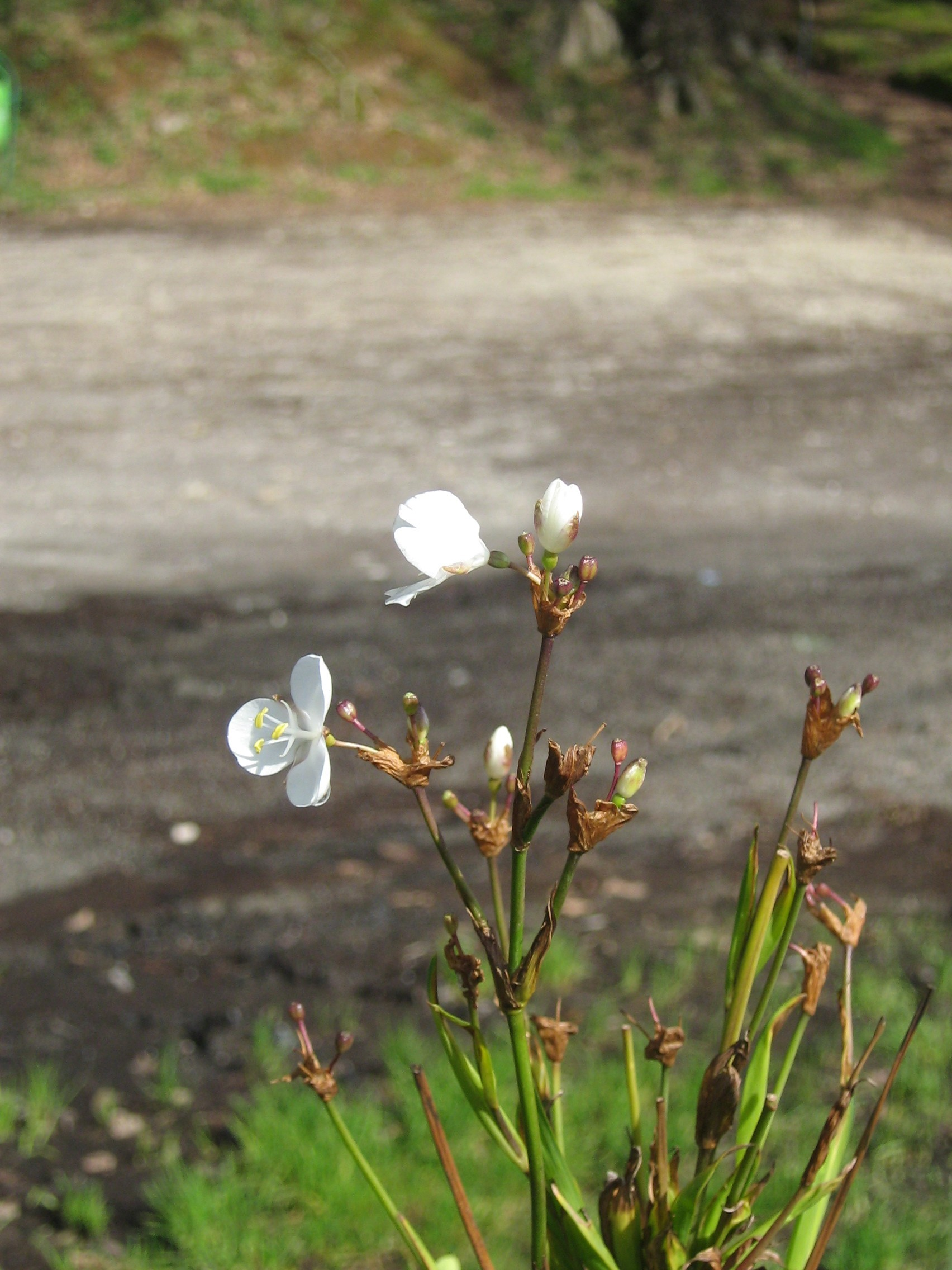
Fleurs

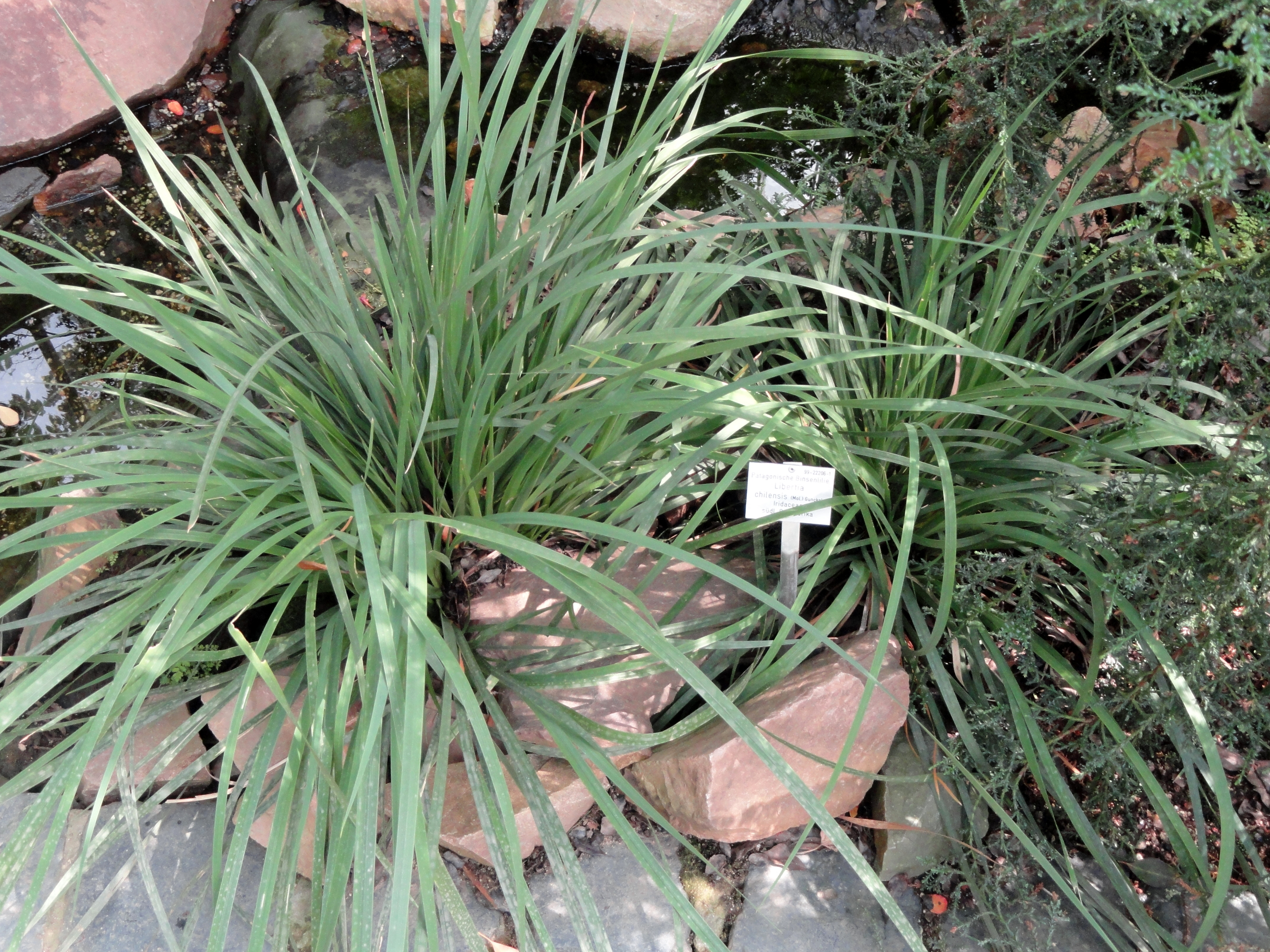
Vue de la plante

## Emplacement
La calle-calle est native de la partie continentale du Chili, où on la trouve principalement de la région du Maule à celle de Magallanes et de l'Antarctique chilien ainsi que dans l'archipel Juan Fernández,. On peut la rencontrer aussi en Argentine.

## Taxonomie
Libertia chilensis a été décrite en 1927 par Juan Ignacio Molina et Hugo Gunckel et publiée dans la Revue Chilienne d'Histoire Naturelle.
Synonymie
- Strumaria chilensis Molina, Sag. Stor. Nat. Chili, ed. 2: 130 (1810).
- Choeradodia chilensis (Molina) Herb., Amaryllidaceae: 87 (1837).
- Libertia crassa Graham, Edinburgh New Philos. J. 14: 383 (1833).
- Libertia elegans Poepp., Fragm. Syn. Pl.: 1 (1833).
- Libertia formosa Graham, Edinburgh New Philos. J. 15: 383 (1833).
- Taumastos compressus Raf., Fl. Tellur. 4: 10 (1836).
- Sisyrinchium fernandezianum Steud., Nomencl. Bot., ed. 2, 2: 595 (1841), nom. nud.
- Solenomelus chilensis Miers, Proc. Linn. Soc. London 1: 122 (1841).
- Libertia ixioides Gay, Fl. Chil. 6: 31 (1854), nom. illeg.
- Libertia grandiflora Phil., Bot. Zeitung (Berlin) 14: 648 (1856), nom. illeg.
- Sisyrinchium formosum (Graham) F.muell., Fragm. 7: 91 (1870).
- Libertia ixioides Klatt in C.f.p.von Martius & auct. suc. (eds.), Fl. Bras. 3(1): 530 (1871), nom. illeg.
- Libertia formosa var. crassa (Graham) Baker, J. Linn. Soc., Bot. 15: 153 (1877).
- Orthrosanthus chilensis Klotzsch Ex Baker, J. Linn. Soc., Bot. 16: 121 (1877), nom. nud.
- Tekel formosa (Graham) Kuntze, Revis. Gène. Pl. 2: 702 (1891).
- Libertia formosa var. grandiflora Johow, Estud. H. Juan Fernandez: 150 (1896)[5].